# Wynton Kelly
Wynton Kelly (Brooklyn, 2 december 1931 - Toronto, 12 april 1971) was een Amerikaans jazzpianist die als sideman op een aantal grote jazzalbums te horen is.

## Leven
Kelly werd geboren in Brooklyn, New York als zoon van Jamaicaanse immigranten. Wynton Kelly begon zijn carrière al in zijn tienerjaren. Hij speelde toen vooral bij rhythm-and-bluesgroepen. Nadat hij met onder anderen Dinah Washington, Lee Abrams, Cecil Payne en Dizzy Gillespie had gespeeld, maakte hij deel uit van het Quintet van Miles Davis van 1959 tot 1963. Hij speelde ook op het legendarische Davis-album Kind of Blue, waar hij Bill Evans verving op de track Freddie Freeloader. Miles Davis vroeg Wynton om meer als Ahmad Jamal te klinken. Wynton verving ook Tommy Flanagan op 'Naima' van John Coltranes legendarische Giant Steps. Miles beschreef Wynton Kelly ooit als een soort hybride van Bill Evans en Red Garland.
Naast zijn begeleidingswerk was Wynton Kelly ook een fantastisch solist die 14 platen opnam voor Blue Note.
Ook werkte hij met Dinah Washington (1955-1957), Charles Mingus (1956-1957) en de Dizzy Gillespie bigband (1957) en met Lester Young. Toch is hij het meest bekend om zijn werk met Miles Davis met wie hij drie albums uitbracht: Kind of Blue (1959), Someday My Prince Will Come (1961) en At The Blackhawk (1961). Toen hij Davis verliet, nam hij ook de ritmesessie mee, die bestond uit bassist Paul Chambers en drummer Jimmy Cobb. Kelly nam albums op voor onder meer Riverside, Blue Note, Verve, Vee-Jay en Milestone. Hij overleed op 39-jarige leeftijd aan de gevolgen van een epileptische aanval in een hotelkamer in Toronto.

## Discografie
Als sideman:
- Dinah! (Dinah Washington)(1955)
- Big Band Live In Hi-Fi From Birdland (Dizzy Gillespie)(1956)
- Sonny Rollins Vol.1 (Sonny Rollins)(1957)
- Kind Of Blue (Miles Davis)(1959)
- Cannonball Takes Charge (Cannonball Adderley)(1959)
- Giant Steps (John Coltrane)(1959)
- Soul Station (Hank Mobley)(1960)
- That Blues That's Me (Illinois Jacquet)(1969)
- Night Lights (Gene Ammons)(1970)
- The Jumpin' Blues (Dexter Gordon)(1970)
- Featuring Wynton Kelly (Sonny Criss Quartet)(1959)

Als leader:
- Piano Interpretations (1951)
- Wynton Kelly Piano (1958)
- Kelly Blue (1959)
- Comin' Back In The Door (1963)
- Final Notes (1968)

- Bibsys: 1007294
- Biblioteca Nacional de España: XX986363
- Bibliothèque nationale de France: cb13895927j (data)
- CiNii: DA05734158
- Gemeinsame Normdatei: 134424549
- International Standard Name Identifier: 0000 0001 0962 4133
- Library of Congress Control Number: n84148411
- MusicBrainz: d3f9352c-18e2-47a0-802c-13d821490e42
- Nationale Bibliotheek van Tsjechië: ola2002158018
- Nationale Bibliotheek van Israël: 987007421655705171
- Nederlandse Thesaurus van Auteursnamen: 098547119
- Réseau des bibliothèques de Suisse occidentale: 02-A003448610
- Istituto Centrale per il Catalogo Unico: MODV296368
- Système universitaire de documentation: 078062225
- Virtual International Authority File: 29718356
- WorldCat: E39PBJd3R8mGfkq49JTKVWvT73